# ドラゴンボール オッス!帰ってきた孫悟空と仲間たち!!
『DRAGONBALL オッス!帰ってきた孫悟空と仲間たち!!』（ドラゴンボール オッス!かえってきたそんごくうとなかまたち!!）は「ジャンプスーパーアニメツアー08」で上映された『ドラゴンボール』の特別編アニメ。

## 概要
2008年9月21日 - 11月23日の期間で全国11会場で開催された「ジャンプスーパーアニメツアー08」で上映されたオリジナル作品。上映時間は約35分。同時上映は『ONE PIECE ロマンス ドーン ストーリー』、『テガミバチ 光と青の幻想夜話』、『BLEACH カラブリ! 護廷十三屋台大作戦!』、『銀魂 白夜叉降誕』、『遊☆戯☆王5D's 進化する決闘!スターダストVSレッド・デーモンズ』、『BLUE DRAGON 天界の七竜 -クライマックス予告編-』。公式サイトで2008年11月24日から2009年1月31日までの期間限定で無料配信もされていた。また、2013年9月13日に発売された『ドラゴンボールZ 神と神』のDVD、Blu-rayにも特典映像として収録された。
原作者の鳥山明が、シナリオ原案およびキャラクターデザインを手がけた、魔人ブウ編から約2年後の物語。原作では、神龍の力で一般の人々からブウの記憶は消されているが、本作ではブウのことを一般人が認知しているなど、原作やテレビアニメとは異なる点がある。
その後、『Vジャンプ』2009年5月号および6月号で、鳥山明の監修とオオイシナホの作画による前後編コミックが特別付録として掲載。また、『週刊少年ジャンプ』誌上でDVDの通販も行われた。2010年9月3日には、上記の特別付録コミックとは別のJSAT版アニメコミックスが発売されている。
2013年に劇場版最新作の公開を記念して行われた巡回展示「鳥山明 The World of DRAGON BALL」の東京会場では、最終日に野沢雅子のトークライブと併せて本作が特別上映された。
『ドラゴンボール』アニメとしては初のデジタル制作作品である一方、『ドラゴンボールZ』までのシリーズ構成と大半の劇場版の脚本を務めてきた小山高生、『ドラゴンボール』のみならず前番組『Dr.スランプ アラレちゃん』から鳥山明原作アニメの音楽を担当してきた菊池俊輔が参加した最後の完全新作となり、この作品を最後にシリーズから降板した。小山によると楽しく書けた作品だといい、鳥山の原案を膨らませて脚本化するという形式をとっており、細かな点で遊ぶことができたと語っている。ラストで敵と味方が一緒にパーティーを楽しむシーンは原案通りの展開となっている。

## ストーリー
魔人ブウとの戦いより約2年後のストーリー。ミスター・サタンが世界を救った記念のホテルが完成し、孫悟空と仲間たち一行は、式典パーティーに招待された。だが、そこにベジータの弟であるターブルが現れ、フリーザ軍の残党アボ&カドの襲撃を知ることになる。

## 登場人物

### レギュラーキャラクター
- 孫悟空、孫悟飯、孫悟天 - 野沢雅子
- ベジータ - 堀川りょう
- ヤムチャ - 古谷徹
- クリリン - 田中真弓
- ピッコロ - 古川登志夫
- ブルマ - 鶴ひろみ
- チチ - 渡辺菜生子
- ウーロン - 龍田直樹
- トランクス - 草尾毅
- 亀仙人 - 増岡弘
- 18号 - 伊藤美紀
- ビーデル - 皆口裕子
- ミスター・サタン - 郷里大輔
- ナレーター - 八奈見乗児

### ゲストキャラクター
ターブル
声 - 森田成一
サイヤ人の生き残りであり、ベジータの実弟。一人称は「ボク」で、言葉遣いも礼儀正しく戦闘民族サイヤ人としては異例の大人しく温和な性格。そのサイヤ人らしからぬ性格のため、兄のベジータには軟弱とされ、再会した際は快く迎えられず冷たい態度を取られてしまう。ベジータによると、戦闘に向いていなかったため、父親のベジータ王に辺境の星に追いやられていたらしいがナメック星人にベジータたちのことを聞き、妻のグレとともにベジータに助けを求める。身長はベジータより頭一つ分ほど小さく、前髪を少し前に垂らしている。それなりの戦闘力を持っているが、本来の性格と力不足ゆえにアボとカドの2人に苦戦し、地球に助けを求めにやってくる。気を探る能力はないためにスカウターを使っているが、戦闘力を自在に変えられる者の潜在能力などは探れないためベジータからスカウターに頼るなと叱責された。『Vジャンプ』付録のコミック版ではベジータに似た髪型に変更されている。ゲームでは『ドラゴンボール レイジングブラスト2』で初参戦。『ドラゴンボールヒーローズ』でもゴッドミッション4弾のシークレットレアとして登場し、兄と同じギャリック砲を使用する。
その他の作品では登場はしてないものの、劇場版第18作『ドラゴンボールZ 神と神』および第20作『ドラゴンボール超 ブロリー』においては、ベジータとブルマやナッパとのそれぞれの会話で存在が言及されており、『神と神』では遠い宇宙で過ごしていることが判明している。
グレ
声 - 西原久美子
ターブルの妻で、地球人の子供よりも小柄で、横長の楕円形の頭をした非地球人型異星人。義理の兄（配偶者の兄）であるベジータを「お義兄さん」と呼び、丁寧な挨拶をするなど礼儀正しい性格。夫のターブルが小食だったらしく、悟空とベジータの食欲にかなり驚いていた。
アボ、カド、合体アカ
声 - 沼田祐介（アボ）、田中一成（カド）、増谷康紀（合体アカ）
フリーザ軍の残党で、フリーザとは別の星に派遣されていた2人組の兄弟。合体することで合体アカとなる。アボが青色、カドが赤色のずんぐりとした体形だが、当時はギニュー特戦隊と肩を並べるほどの実力者で、現在ではターブルいわくフリーザに匹敵する強さを身につけている。悟空たちに敗北後は和解し、悟空が作った農作物のヨカッタネダイコンを頂き、悟空たちに対して丁寧語を使うなど打ち解けている。一人称は両者、合体後とも「オレ」。技は分身能力と合体。合体アカの技はスーパー破壊エネルギー波「ワハハノ波」、周囲にワハハノ波を乱射する「スーパーワハハノ波」。フルパワーで放つ巨大なワハハノ波がある。
漫画版ではアボ・カドが分身して戦うシーンがなくなり、すぐにアカに合体する。
『ドラゴンボールヒーローズ』でも対戦キャラクターとして登場していたが、ゴッドミッション9弾にスーパーレアとして登場、ゴッドミッション10弾でもスーパーレアとして必殺技「スーパーワハハの波」をもつ合体アカが登場した。

## スタッフ
- 監督：上田芳裕
- 原作・シナリオ原案：鳥山明
- 企画：梅澤淳稔
- 脚本：小山高生
- 音楽：菊池俊輔
- キャラクターデザイン・作画監督：山室直儀
- 作画監督補佐：井手武生、窪秀巳、舘直樹
- 原画：稲葉仁、海老沢幸男、中鶴勝祥 他
- 特殊効果：太田直、牛山裕美
- 美術監督：くらはしたかし
- 色彩設計：辻田邦夫
- 編集：福光伸一
- 録音：阿部智佳子
- サウンドエフェクトデザイン：新井秀徳（フィズサウンド）
- 選曲：神保直史
- アニメーション制作：東映アニメーション
- 製作：集英社
- 企画協力：集英社『ジャンプ・コミックス』

## 主題歌
オープニング『CHA-LA HEAD-CHA-LA』
作詞：森雪之丞 作曲：清岡千穂 編曲：山本健司 歌：影山ヒロノブ（コロムビアミュージックエンタテインメント）
『ドラゴンボールZ』の前期オープニングをベースに、原作後半のキャラクターが登場する新映像となっている。
エンディング『ORANGE HERO』
作詞：haderu 作曲：elsa 歌：jealkb（よしもとR and C）

## 漫画版
鳥山明監修とオオイシナホ作画により、『Vジャンプ』2009年5月号および6月号で特別付録として前後編のコミックが執筆された。鳥山は「オオイシさんはドラゴンボールの事をとてもよく理解してくれている。すっかり内容を忘れてしまっている僕なんかより1000倍詳しい。たしかな画力と漫画としての構成力で、少々(?)な部分もあったオリジナルアニメよりも面白い作品にしてくれたと確信している」と発言しており、オオイシも「鳥山先生に直接ネームを見ていただきアドバイスを頂いて、必死に一生懸命描いた」とコメントしている。
ストーリーに大きな違いはないが、サタンをインタビューするマスコミなどを含め、アニメにあった複数のシーンがカットされたり、ターブルの髪型やキャラクターの服装など、いくつか変更点がある。また、天津飯と餃子も登場している。単行本化はされていない。

## 関連書籍
- 『JSAT版アニメコミックス DRAGON BALL オッス!帰ってきた孫悟空と仲間たち!!』集英社〈ジャンプ・コミックス〉、2010年9月3日発売、ISBN 978-4-08-874842-9